# Бундесвидение-2013
Девятый конкурс Бундесвидение 2012 — пройдет в сентябре 2013 года. На данный момент, только 4 земли подтвердили участие.
Но конкурс отменён

## Отборы
На данный момент Берлин и Шлезвиг-Гольштейн подтвердили, что проведут открытый финал. Саар проведёт внутренний отбор. Северный Рейн-Вестфалия запустит отбор в августе. Отборочные конкурсы нужно провести до встречи глав делегаций 1 июня.
- Саар — декабрь 2012
- Шлезвиг-Гольштейн — апрель 2012.
- Берлин — май 2012
- Северный Рейн-Вестфалия — дата отбора неизвестна

## Участники
| № | Земля                   | Исполнитель  | Песня       | Баллы | Место |
| - | ----------------------- | ------------ | ----------- | ----- | ----- |
|   | Берлин                  | май 2013     | май 2013    |       |       |
|   | Саар                    | декабрь 2012 |             |       |       |
|   | Северный Рейн-Вестфалия |              |             |       |       |
|   | Шлезвиг-Гольштейн       | апрель 2013  | апрель 2013 |       |       |

## Возможный отказ
- Бавария — плохие выступления
- Саксония — плохие выступления